# جورج سوروس
جورج سوروس (بالإنجليزية: George Soros) هو ملياردير أمريكي من أصول مجرية ومستثمر، وحائز على زمالة الأكاديمية البريطانية. كان صافي رأس ماله 8.6 مليار دولار أمريكي حتى مارس 2021، بعد أن تبرع بأكثر من 32 مليار دولار لمؤسسات المجتمع المفتوح، ووزِع منها 15 مليار دولار بالفعل، وهو ما يمثل 64% من ثروته الأصلية. وصفته مجلة فوربس بأنه «المانح الأكثر سخاءً» (من حيث النسبة المئوية من صافي رأس المال).
ولد سوروس في بودابست لعائلة يهودية غير ملتزمة، ونجا من الاحتلال النازي للمجر وانتقل إلى المملكة المتحدة في عام 1947. درس في كلية لندن للاقتصاد وحصل على درجة البكالوريوس في الفلسفة عام 1951، ثم درجة الماجستير في العلوم، وكذلك في الفلسفة، في عام 1954.
بدأ سوروس حياته المهنية من خلال تولي وظائف مختلفة في البنوك التجارية في المملكة المتحدة ثم الولايات المتحدة، قبل أن يبدأ بأول صندوق تحوط له، دبل إيغل، في عام 1969. وفرت الأرباح من صندوقه الأول الأموال الأولية لبدء إدارة صندوق سوروس، وهو ثاني صندوق تحوط له، في عام 1970. أعيدت تسمية دبل إيغل بصندوق الكم وكانت الشركة الرئيسية التي نصحها سوروس. كان لدى صندوق الكم عند تأسيسه 12 مليون دولار من الأصول الخاضعة للإدارة، وبدءًا من عام 2011 كان لديه 25 مليار دولار، والتي تشكل غالبية صافي رأس المال الإجمالي لسوروس.
يُعرف سوروس باسم «الرجل الذي كسر بنك إنجلترا» بسبب بيعه على المكشوف ما قيمته 10 مليارات دولار أمريكي من الجنيه الإسترليني، مما جعله يحقق ربحًا قدره مليار دولار خلال أزمة العملة البريطانية في الأربعاء الأسود عام 1992. واستنادًا إلى دراساته المبكرة للفلسفة، صاغ سوروس النظرية العامة الانعكاسية لأسواق رأس المال، والتي يقول إنها تعطي صورة واضحة لفقاعات الأصول والقيمة الأساسية/السوقية للأوراق المالية، فضلًا عن تباينات القيمة المستخدمة في البيع على المكشوف ومقايضة الأسهم.
يعتبر سوروس من مؤيدي القضايا السياسية التقدمية والليبرالية، التي يقدم لها تبرعات من خلال مؤسسته، مؤسسات المجتمع المفتوح. بين عامي 1979 و2011، تبرع بأكثر من 11 مليار دولار لمختلف القضايا الخيرية، وبحلول عام 2017، بلغ مجموع تبرعاته «بشأن المبادرات المدنية الرامية إلى الحد من الفقر وزيادة الشفافية، وبشأن المنح الدراسية والجامعات في جميع أنحاء العالم» 12 مليار دولار. لقد أثر في انهيار الشيوعية في أوروبا الشرقية في أواخر الثمانينيات وأوائل التسعينيات من القرن العشرين، وقدم واحدة من أكبر المنح التعليمية في أوروبا لجامعة أوروبا الوسطى في مسقط رأسه في المجر.
لقد جعله تمويله الواسع للقضايا السياسية «مصدر خوف للقوميين الأوروبيين». ذكرت صحيفة نيويورك تايمز في أكتوبر 2018 أن «نظريات المؤامرة عنه أصبحت سائدة، في كل ركن من أركان الحزب الجمهوري تقريبًا». روج العديد من المحافظين الأمريكيين للادعاءات الكاذبة التي تصف سوروس بأنه «سيد الدمى» الخطير الذي يقف وراء العديد من المؤامرات العالمية المزعومة. غالبًا ما توصف نظريات المؤامرة التي تستهدف سوروس، وهو من أصل يهودي، بأنها معادية للسامية.

## مهنة الاستثمار

### خبرة عمل مبكرة
في مناقشة لمجلس الشؤون العالمية في لوس أنجلوس عام 2006، سأل ألفين شوستر، المحرر الأجنبي السابق لصحيفة لوس أنجلوس تايمز، سوروس: «كيف يتحول المرء من مهاجر إلى مموّل؟... متى أدركت أنك تعرف كيف تجني المال؟» أجاب سوروس: «حسنًا، كان لدي مجموعة متنوعة من الوظائف وانتهى بي الأمر ببيع السلع الفاخرة على شاطئ البحر، وفي متاجر للهدايا التذكارية، وفكرت أن هذا ليس ما أود فعله حقًا. لذلك، كتبت إلى كل مدير إداري في كل بنك تجاري في لندن، وحصلت على رد واحد أو اثنين فقط، وفي النهاية حصلت على وظيفة في أحد البنوك التجارية».

### سنغر وفريدلاندر
في عام 1954 بدأ سوروس مسيرته المالية في بنك سنغر وفريدلاندر التجاري في لندن. عمل موظفًا وانتقل لاحقًا إلى قسم المراجحة. اقترح زميله في العمل روبرت ماير أن يتقدم بطلب إلى شركة الوساطة التي يملكها والده، إف. إم. ماير في نيويورك.

### إف. إم. ماير
في عام 1956 انتقل سوروس إلى مدينة نيويورك، وهناك عمل تاجرًا للمراجحة لصالح إف. إم. ماير (1956-1959). تخصص في الأسهم الأوروبية، التي أصبحت رائجة لدى المستثمرين المؤسسيين الأمريكيين بعد تشكيل جماعة الفحم والصلب، التي أصبحت فيما بعد السوق المشتركة.

### ويرتهايم وشركاه
في عام 1959 بعد ثلاث سنوات من عمله مع إف. إم. ماير، انتقل سوروس إلى ويرتهايم وشركاه. لقد خطط للبقاء لمدة خمس سنوات، وهو وقت كافٍ لتوفير 500,000 دولار، وبعد ذلك كان ينوي العودة إلى إنجلترا لدراسة الفلسفة. عمل محللًا للأوراق المالية الأوروبية حتى عام 1963.
خلال هذه الفترة، طور سوروس النظرية الانعكاسية لتوسيع أفكار معلمه في كلية لندن للاقتصاد، كارل بوبر. تفترض الانعكاسية أن قيم السوق غالبًا ما تكون مدفوعة بأفكار المشاركين القابلة للخطأ، وليس فقط من خلال الأساسيات الاقتصادية للحالة. تؤثر الأفكار والأحداث على بعضها البعض في حلقات ردود الفعل الانعكاسية. وجادل سوروس بأن هذه العملية تؤدي إلى أن تكون للأسواق دورات «مفيدة» أو «مفرغة» مسايرة للدورات الاقتصادية من الازدهار والانهيار، على النقيض من توقعات التوازن للاقتصادات الكلاسيكية الجديدة الأكثر قياسية.

### أرنهولد وإس. بليكرودر
منذ عام 1963 وحتى عام 1973، أدت تجربة جورج سوروس كنائب رئيس في أرنهولد وإس. بليكرودر إلى التقليل من حماسه للوظيفة، وتراجعت الأعمال بعد إدخال ضريبة معادلة الفائدة، التي قوضت جدوى تجارة سوروس الأوروبية. منذ عام 1963 وحتى عام 1966 انصب تركيزه على مراجعة أطروحته الفلسفة. في عام 1966 بدأ صندوقًا بمبلغ 100,000 دولار من أموال الشركة لتجربة استراتيجيات التداول الخاصة به.
في عام 1969 أنشأ سوروس صندوق التحوط دبل إيغل برأس مال مستثمر يبلغ 4 ملايين دولار بما في ذلك 250 ألف دولار من أمواله الخاصة. كان مقره في كوراساو، جزر الأنتيل الهولندية. وكان دبل إيغل في حد ذاته صندوق إيغل الأول لشركة أرنهولد وإس. بليكرودر الذي أنشأه سوروس ورئيس الشركة هنري إتش. أرنهولد في عام 1967.
وفي عام 1973 كان لدى صندوق دبل إيغل 12 مليون دولار وشكّل أساس صندوق سوروس. حصل جورج سوروس وجيم روجرز على عوائد على حصتهما من رأس المال وعلى 20 بالمئة من الأرباح سنويًا.

### إدارة صندوق سوروس
في عام 1970 أسس سوروس إدارة صندوق سوروس وأصبح رئيسًا لها. وكان من بين أولئك الذين شغلوا مناصب عليا هناك في أوقات مختلفة جيم روجرز، وستانلي دروكنميلر، ومارك شوارتز، وكيث أندرسون، وابني سوروس.
في عام 1973 بسبب تضارب المصالح الملحوظ الذي حد من قدرته على إدارة الصندوقين، استقال سوروس من إدارة صندوق دبل إيغل. ثم أسس صندوق سوروس ومنح المستثمرين في صندوق دبل إيغل خيار الانتقال إليه أو البقاء مع أرنهولد وإس. بليكرودر.
ثم أعيد تسميته بعد ذلك بصندوق الكم، تيمنًا بالنظرية الفيزيائية لميكانيكا الكم. بحلول ذلك الوقت، نمت قيمة الصندوق إلى 12 مليون دولار، وكان جزء صغير منها فقط من أموال سوروس الخاصة. أعاد هو وجيم روجرز استثمار عائداتهما من الصندوق، بالإضافة إلى جزء كبير من رسوم الأداء البالغة 20%، وبالتالي توسعت حصتهما.

## روابط خارجية
- جورج سوروس على موقع IMDb (الإنجليزية)
- جورج سوروس على موقع الموسوعة البريطانية (الإنجليزية)
- جورج سوروس على موقع مونزينجر (الألمانية)
- جورج سوروس على موقع إن إن دي بي (الإنجليزية)
- جورج سوروس على موقع قاعدة بيانات الفيلم (الإنجليزية)